# Radesingel 4 (Groningen)
Het pand Radesingel 4 in de Nederlandse stad Groningen is een monumentale pastorie.

## Beschrijving
De pastorie staat aan de noordzijde van de Radesingel naast de Sint-Jozefkathedraal, waarmee hij via een overdekte gang is verbonden. Het pand werd 1886–1887 gebouwd in een eclectische stijl met neogotische kenmerken. Het ontwerp, net als van de naastgelegen Sint-Jozefkerk, was van architect Pierre Cuypers.
Het pand is opgetrokken in oranjerode baksteen op een rechthoekige plattegrond en heeft een souterrain en twee bouwlagen. De gevel is verlevendigd met gele bakstenen banden, net als de kerk. De vier traveeën brede voorgevel risaleert in de oosthoek en wordt bekroond door een hoektoren met houten vakwerk, een zeskantig torendak en een gesmede pinakel. Alle vensters in de voorgevel zijn recht gesloten en hebben houten kruiskozijnen met vellingen. Op de verdieping zijn de boogtrommels boven de vensters gevuld met maaswerk in gele en rode baksteen. De entree is geplaatst in de overdekte gang tussen de kerk en de pastorie.
De erker aan de voorzijde werd in 1917 aan de pastorie toegevoegd. De bovenlichten in de erker zijn voorzien van glas in lood met bijbelse voorstellingen. Op het voordakschild zijn twee kapellen geplaatst. Het pand heeft een met leien gedekt, afgeknot schilddak.

### Waardering
Het pand werd in 1995 als rijksmonument opgenomen in het monumentenregister, onder meer "vanwege zijn cultuurhistorische en architectuurhistorische waarde, in het bijzonder vanwege de proporties van de bouwmassa en de functionele en decoratieve samenhang met de naastgelegen Sint-Jozefkathedraal. Bovendien is het gebouw van belang vanwege zijn betekenis voor de geschiedenis van de katholieke kerkbouw in Groningen en voor het oeuvre van architect P.J.H. Cuypers".